# فرودگاه شارلوتسویل–البمارل
فرودگاه شارلوتسویل-البمارل (به انگلیسی: Charlottesville-Albemarle Airport) یک فرودگاه همگانی با کد یاتا CHO است که یک باند فرود آسفالت دارد و طول باند آن ۱۸۲۹ متر است. این فرودگاه در کشور ایالات متحده آمریکا قرار دارد و در ارتفاع ۱۹۴٫۸ متری از سطح دریا واقع شده‌است.